# Veronika Aigner
Veronika Aigner (Neunkirchen, 13 febbraio 2003) è una sciatrice alpina austriaca ipovedente, che ha rappresentato l'Austria nello sci alpino paralimpico ai Giochi paralimpici invernali del 2022 a Pechino, vincitrice di tre Coppe del Mondo.

## Biografia
Nata con la cataratta, Aigner ha una vista significativamente ridotta. Ha altri quattro fratelli: i suoi gemelli Barbara e Johannes (anche loro con disabilità visiva, come la loro stessa madre Petra), che hanno rappresentato l'Austria nello sci alpino paralimpico e altre due sorelle, Elisabeth e Irmgard, entrambe alla sua guida nelle sue gare. Nata in una famiglia di amanti dello sci, ha provato a sciare per la prima volta intorno ai due anni, iniziando a gareggiare nello sci alpino paralimpico all'età di nove anni. All'inizio sciava senza una guida, ma dato il deterioramento della vista, si è rivolta alle sue sorelle per chiedere aiuto. 
Componente del club WSV Semmering, è allenata dall'allenatore della nazionale, Markus Gutenbrunner. Veronika Aigner, insieme alla sorella e guida vedente, Elisabeth Aigner, ha debuttato in Coppa del Mondo nella stagione 2018-19. Con un tempo di 2:02.45 ha ottenuto il 1º posto nello slalom speciale, e con 1:55.57 il 2º posto nello slalom gigante.
In lizza per il titolo nella gara di slalom della Coppa del Mondo 2019/20 a Zagabria, in Croazia, Veronika ha gareggiato nuovamente con la sorella Elisabeth come guida, nonostante il suo forte dolore che ha richiesto lo stesso giorno un intervento chirurgico dopo la scoperta di un'appendicite. Si sono classificate al 1º posto sia nello slalom gigante in 1:59.96 sia nello slalom speciale, con 1:35.79.
A gennaio 2021, dopo una caduta in allenamento, si è strappata il legamento crociato e il menisco di entrambe le ginocchia. Ha ripreso ad allenarsi, ma a novembre 2021, in seguito ad un incidente d'auto in Austria, lei e la sorella e guida Elisabeth, senza aver subito gravi lesioni, sono state ricoverate in ospedale, in tempo per la selezione ai Giochi paralimpici invernali del 2022 a Pechino.
Alle Paralimpiadi invernali di Pechino del 2022, Aigner ha conquistato due medaglie d'oro: con il tempo di 1:52.54 Veronika Aigner ha vinto la gara di slalom gigante (sul podio, argento a Daqing Zhu in 1:59.85 e bronzo a Barbara Aigner in 1:59.93) e quella di slalom speciale, realizzando un tempo di 1:31.53 (seconda la sorella Barbara Aigner con il tempo di 1:33.24 e terza l'atleta slovacca Alexandra Rexova in 1:36.31). Ai Mondiali di Espot 2023 ha vinto la medaglia d'oro nello slalom gigante e nello slalom speciale; in quella stessa stagione 2022-2023 in Coppa del Mondo si è aggiudicata sia la classifica generale, sia quelle di slalom gigante e slalom speciale. Ai Mondiali di Maribor 2025 ha vinto la medaglia d'oro nello slalom gigante e nello slalom speciale; in quella stessa stagione 20242-2025 si è aggiudicata per la terza volta la Coppa del Mondo generale, oltre a quelle di supergigante e di slalom gigante.

## Palmarès

### Paralimpiadi
- 2 medaglie:
  - 2 ori (slalom speciale VI e slalom gigante VI a Pechino 2022)

### Mondiali
- 4 medaglie:
  - 4 ori (slalom gigante, slalom speciale a Espot 2023; slalom gigante, slalom speciale a Maribor 2025)

## Premi e riconoscimenti
- Giovane atleta femminile dell'anno, da parte dell'Associazione sportiva austriaca per disabili OBSV (2014)
- Squadra dell'anno, insieme alle sue guide Irmgard Aigner ed Elisabeth Aigner (2015)
- Atleta junior dell'anno, da parte dell'Associazione sportiva austriaca per disabili OBSV (2016)
- Atleta paralimpica femminile dell'anno, Sporthilfe Gala (2020)